# NGC 6691
NGC 6691 est une galaxie spirale barrée située dans la constellation du Dragon. Sa vitesse par rapport au fond diffus cosmologique est de 5 770 ± 8 km/s, ce qui correspond à une distance de Hubble de 85,1 ± 6,0 Mpc (∼278 millions d'al). NGC 6691 a été découverte par l'astronome américain Lewis Swift en 1884.
La classe de luminosité de NGC 6691 est II-III et elle présente une large raie HI.
À ce jour, une mesure non basée sur le décalage vers le rouge (redshift) donne une distance d'environ 11,200 Mpc (∼36,5 millions d'al). Cette valeur est totalement incohérente et ne devrait pas être utilisée pour calculer le diamètre de cette galaxie comme le fait la base de données NASA/IPAC.